# Tangrintler Nachrichten
Die Tangrintler Nachrichten (TN) war eine lokale Wochenzeitung mit Verlagssitz in Hemau. Das Verbreitungsgebiet umfasste die Gemeinden Hemau, Painten, Laaber und Beratzhausen. Das Heimatblatt veröffentlichte ausschließlich Lokalnachrichten und war in seiner Art der Aufmachung und Gestaltung die kleinste Wochenzeitung Bayerns. Im Dezember 2016 erschien nach 39 Jahren die letzte Ausgabe der Tangrintler Nachrichten.

## Gründung
Die Zeitung wurde 1977 von Herbert Mirbeth gegründet und erschien seit der Erstausgabe vom 2. September 1977 immer freitags. Jährlich erschienen 50 Ausgaben. Das redaktionelle Konzept der Heimatzeitung entsprach dem Gründungsgedanken: Die TN spiegelt das Leben auf dem Tangrintel mit all seinen Besonderheiten und Eigenschaften.

## Auflage
Das Heimatblatt erzielte eine Auflage von knapp über 2.000 Exemplaren. Sonderveröffentlichungen zu bestimmten Themen (etwa Volksfeste, Bürgerfeste, Gewerbeschauen etc.) wurden in einer höheren Auflage gedruckt und durch zusätzliche Vertriebswege gestreut.

## Redaktionelle Besonderheiten
In den Tangrintler Nachrichten fanden sich ausschließlich Heimatnachrichten, diese aber in mehreren Ressorts (wie Kommunalpolitik, Sport, Kirche, Vereinswesen), sodass das öffentliche Leben im Erscheinungsgebiet beinahe gänzlich abgebildet wurde.

## Verlag
Verlag der Tangrintler Nachrichten war die Tangrintler Medienhaus Verlags GmbH. Geschäftsführer und gleichzeitig TN-Chefredakteur war Stefan Mirbeth.